# Ontario Knife Company
Ontario Knife Company або OKC — американський виробник ножів та інших знарядь праці, медичних інструментів, холодної зброї та спорядження.

## Історія
Товариство «Ontario Knife Company» було засновано у 1889 році Вільямом Енсвортом, Чарльзом Брейсом та Вільямом Модслі у містечку Неаполь, штат Нью-Йорк. Назване в честь округу Онтаріо, що знаходиться недалеко від однойменного озера у цьому ж штаті. Розповсюджена думка що компанія має відношення до провінції Онтаріо у Канаді є хибною.
Перші ножі виготовлялися на точильному камені який приводився у дію водяним колесом та продавалися у ручному візку в сусідніх населених пунктах. Згодом компанія викупила лісопилку, яка була переобладнана для потреб виробництва. 12 серпня 1902 року товариство було офіційно зареєстровано, виробництво перенесли до міста Франклінвіль, округ Каттароґус, де воно знаходиться по сьогоднішній день. У 1904 відбулося злиття з місцевою компанією «Empire State Cutlery Company», яка також займалася виготовленням ножів. У 1914 році була побудована будівля яка використовується до сьогоднішнього часу.

## Діяльність
Головним напрямком діяльності компанії є виробництво ножів господарсько-побутового призначення (найвідоміший Ontario Rat 1) та холодної зброї, яку вона поставляє американській армії. Багнет OKC-3S для автоматичної гвинтівки M16 взятий на озброєння у 2003 році та використовується до сьогоднішнього часу морською піхотою США.
Також компанія виготовляє ножі сільськогосподарського призначення, кухонні ножі(«Old Hickory»), сокири, мачете, стропорізи та медичні інструменти («Scimed»).

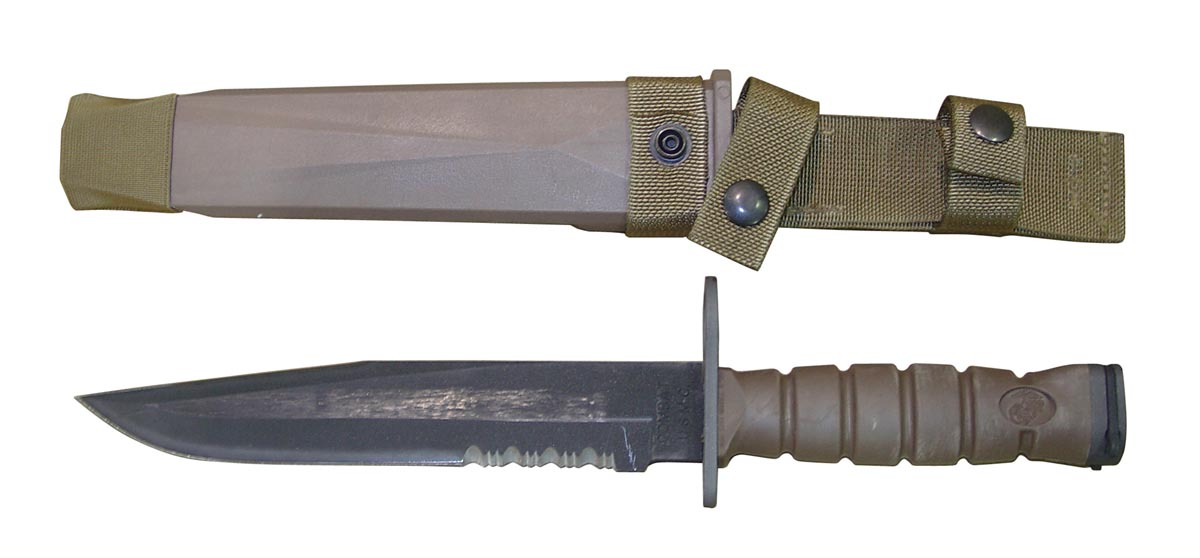
Багнет OKC-3S